# Ильген, Генрих
Генрих Ильген (нем. Heinrich Rüdiger von Ilgen; 30 сентября 1654, Петерсхаген — 6 декабря 1728, Берлин) — немецкий дипломат.
Благодаря покровительству Лейбница, он получил место при прусском после в Париже. В 1678, вернувшись в Берлин, Ильген поступил в канцелярию курфюрста Фридриха-Вильгельма I. Занимая незаметное, но очень влиятельное положение, Ильген держал в руках все нити внутренней и внешней политики, предоставляя другим внешний блеск верховной власти. Оставаясь в тени, он вёл почти один всю политическую корреспонденцию во время Северной войны.
Ильгену Пруссия обязана судебными реформами, приведением в порядок управления доменами и даже военными реформами. Ильген стремился к союзу с Карлом XII. Ильгену было поручено ведение внешней политики, что он с успехом и исполнял. Усиливающееся влияние Зекендорфа на короля внушало Ильгену тревогу, и он с неудовольствием смотрел на новую политику, когда его внезапно застигла смерть. Ильген — образец дипломата XVII века, современники упрекали его в двуличности и увёртливости.